# Столкновение в воздухе

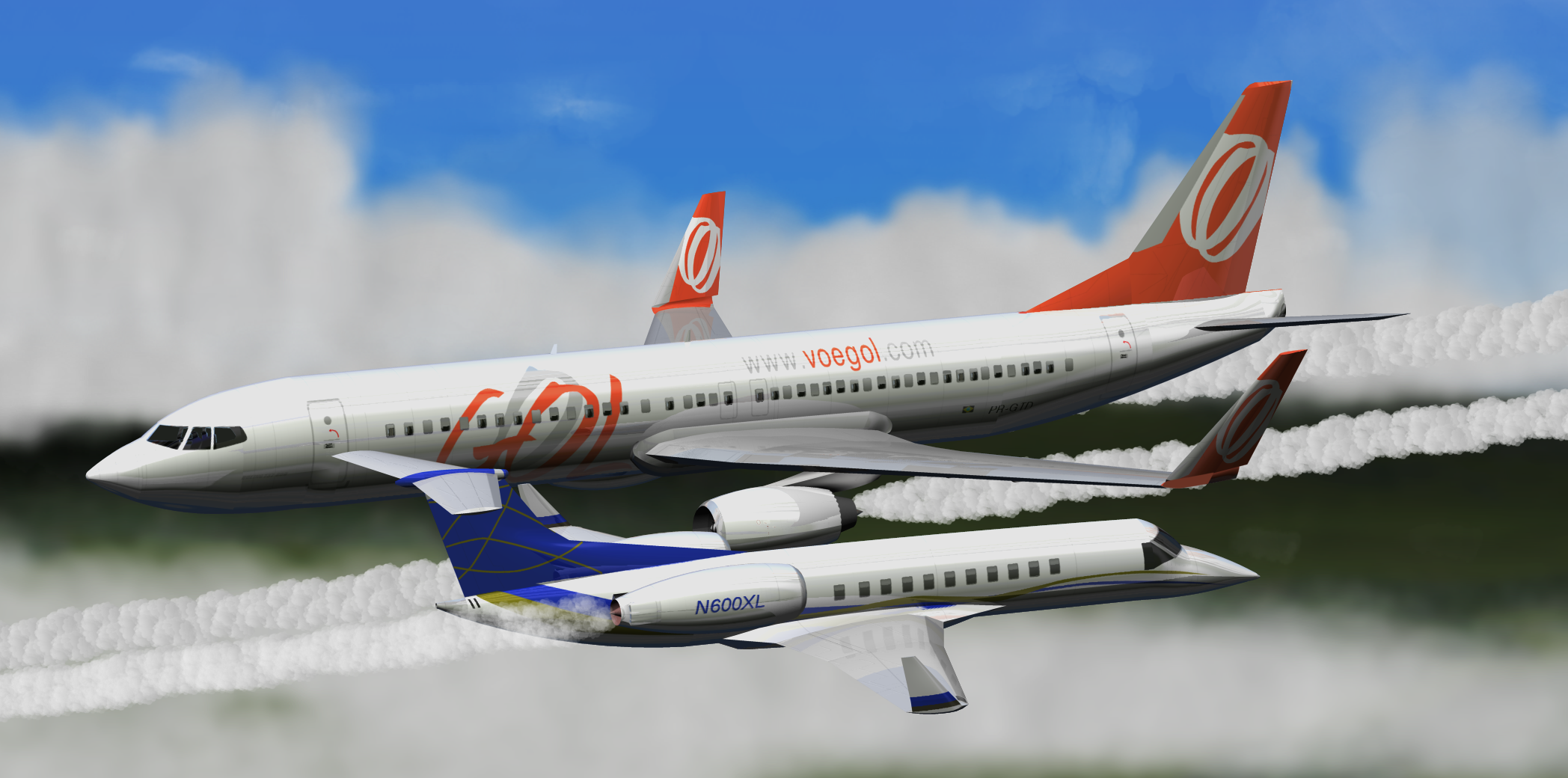
Столкновение Boeing 737-800 и Embraer Legacy 600 29 сентября 2006 года (реконструкция)

Столкновение в воздухе (англ. Mid-Air Collision или коротко MAC) — авиационное происшествие, при котором два (или более) летательных аппарата вступают в контакт друг с другом во время полёта.
К столкновениям в воздухе не относятся:
- столкновения самолётов на земле, либо пока один из них находится на земле, а другой на малой высоте
- столкновения с наземными препятствиями: поверхность земли, сооружения, деревья

Случай, когда расстояние между летательными аппаратами было меньше безопасного, но непосредственного контакта не произошло (например, расхождение над Суругой), называется опасным расхождением (англ. Near Mid-Air Collision).

## Последствия
Столкновение в воздухе является одним из опасных типов происшествия, в связи с высокими скоростями и массами современных самолётов, а также часто и больших высот полёта. В результате столкновения возникает временная или постоянная потеря управления в связи с повреждением, либо разрушением конструкции летательного аппарата, что может привести к столкновению с землёй, либо к аварийной посадке, при этом есть опасность для жизней пассажиров и членов экипажа. Также падение летающих аппаратов или элементов их конструкции может привести к гибели людей на земле.
Не всегда столкновение в воздухе приводит к падению обоих летательных аппаратов и гибели всех находящихся в них людей (примеры — столкновение над Кармелом, столкновение над Мату-Гросу). Однако достаточно часто в результате столкновения происходит полная потеря управления.

## Причины и меры их предупреждения
Одним из ключевых правил при выполнении визуального полёта является «SEE AND BE SEEN» (с англ. — «НАБЛЮДАЙ И НАБЛЮДАЙСЯ»), то есть пилоты должны следить за воздушным пространством вокруг себя, при этом стремясь быть хорошо заметными для других экипажей. Однако проблема в том, что обзор из кабин весьма ограничен, к тому же зачастую полёт может происходить ночью, в облаках, либо при других условиях, снижающих видимость. В частности, в 1956 году произошла одна из самых резонансных авиакатастроф подобного характера — столкновение над Большим каньоном (штат Аризона), когда два авиалайнера, в соответствии с распространённой на тот момент практикой, отклонились от установленных маршрутов к северу, чтобы выполнить пролёт над знаменитой живописной достопримечательностью. Но стремясь предоставить пассажирам красивый вид через иллюминаторы, а также уклоняясь от грозовых облаков, пилоты не успели заметить друг друга и избежать столкновения, в результате чего оба самолёта разрушились и рухнули в каньон; жертвами происшествия стали 128 человек. Итогом этой трагедии стало полное изменение управления гражданской авиацией в США, в том числе и полное покрытие страны радиолокаторами.
Самолёты стали выполнять теперь полёты по строго установленным зонам — воздушным коридорам, а постоянный контроль за ними осуществляли диспетчеры. Но теперь возникла новая опасность — большое количество самолётов оказалось зажато в узком пространстве, что только повышало риск столкновений. Для предупреждения этого было введено эшелонирование — разделение самолётов по высоте (эшелонам), причём одинаковые высоты не должны выделяться для встречных направлений. Нарушение высот не допускается; примером может служить столкновение над Чархи-Дадри — крупнейшее столкновение в воздухе в истории мировой авиации, унёсшее жизни 349 человек: экипаж Ил-76, халатно относящийся к своей работе из-за языкового барьера пошёл на несанкционированное снижение, случайно взяв курс на встречный Boeing 747.